# Georgi Leonidowitsch Pjatakow

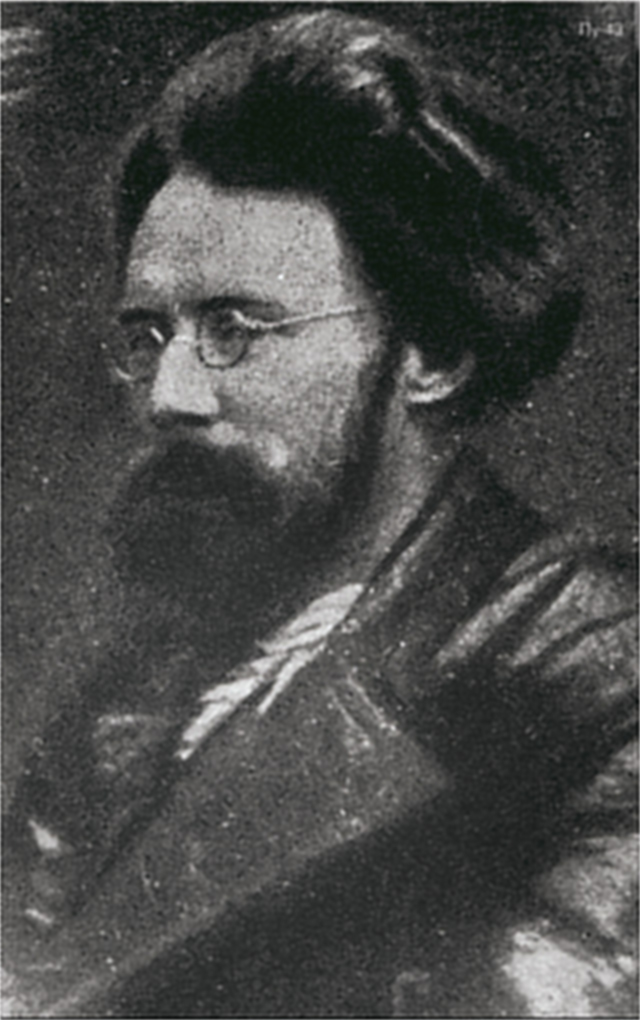
Georgi Pjatakow (1919)

Georgi Leonidowitsch Pjatakow (russisch Георгий Леонидович Пятаков, [ɡʲɪˈɔrɡʲɪj lʲɪɐˈnʲidɐvʲɪtʃʲ pʲɪtɐˈkɔf]), auch Juri Leonidowitsch Pjatakow; (* 6.jul. / 18. August 1890greg. in Kiew; † 1. Februar 1937 in Moskau), war ein russischer Revolutionär und sowjetischer Staatsmann.

## Biographie
Er war der Sohn eines Ingenieurs, der später zum Direktor und Inhaber einer Zuckerverarbeitungsfabrik wurde. Während seines Besuchs einer Realschule in Kiew wandte sich Georgi Pjatakow zuerst dem Anarchismus zu und wurde 1907 Mitglied einer Terroristengruppe, die ein Attentat auf den General-Gouverneur von Kiew vorbereitete. Aufgrund einer schweren psychischen Krise, die er zu dieser Zeit erlitt, wandte er sich von der illegalen Tätigkeit vorübergehend ab. Ende 1907 beendete er die Realschule und ließ sich an der juristischen Fakultät der Petersburger Universität immatrikulieren. Dort kam er mit der marxistischen und bolschewistischen Ideologie in Berührung und trat 1910 den Bolschewiki bei. Im gleichen Jahr wurde seine revolutionäre Tätigkeit von der Universitätsleitung entdeckt. Pjatakow wurde zwangsexmatrikuliert und nach Kiew verbannt.
Dort nahm er aktiv an dem Aufbau des kurz vorher von der zaristischen Ochrana zerschlagenen Komitees der Sozialdemokratischen Arbeiterpartei Russlands (SDAPR) teil und wurde 1911 Mitglied dieses Komitees und dann sein Sekretär. Im Juni 1912 wurde Pjatakow verhaftet und im November 1913 zur Verbannung in das Irkutsker Gouvernement verurteilt. Pjatakow gelang nach einem Jahr gemeinsam mit Jewgenija Bosch, seiner späteren Lebensgefährtin, die Flucht, zuerst nach Japan und dann in die Schweiz. Dort wurde er Mitarbeiter bei Organen der bolschewistischen Presse und nahm an der Berner Konferenz 1915 teil. 1916 wurde er für diese Aktivitäten von der Schweizer Polizei verhaftet und nach Christiania abgeschoben, wo er die Februarrevolution 1917 erlebte und sich sofort auf den Weg nach Russland machte. Nach seiner Rückkehr wurde er Leiter des bolschewistischen Stadtkomitees von Kiew und Mitglied des Exekutivkomitees des städtischen Sowjets der Arbeiterdeputierten. Während der Oktoberrevolution leitete Pjatakow das Kiewer Militär-Revolutionäre Komitee und wurde zur wichtigsten Persönlichkeit der bolschewistischen Machtergreifung in Kiew und Umgebung.
Trotz seiner gelegentlichen Polemik gegen Lenin wurde er bereits im November 1917 nach Petrograd beordert und zum Hauptkommissar der Staatsbank Sowjetrusslands ernannt. Auf diesem Posten versuchte er vergeblich, die zerrütteten Finanzen des unter dem Ersten Weltkrieg und dem Chaos leidenden Staates zu ordnen sowie eine stringente Finanzpolitik im marxistischen Sinne einzuleiten. Pjatakow war linker Kommunist und wurde zum erklärten Gegner der Politik Lenins, der für die Anbahnung von Friedensgesprächen mit dem kaiserlichen Deutschland eintrat. Zum Zeichen des Protestes gegen den Friedensvertrag von Brest-Litowsk trat er von seinen Posten in Petrograd zurück und fuhr in die Ukraine zurück, wo er sich freiwillig einem der Partisanenverbände anschloss, die gegen die vorrückenden deutschen Truppen kämpften. Im Juli 1918 wurde er zum Sekretär der Kommunistischen Partei der Ukraine  gewählt und war einer der Initiatoren des antideutschen Aufstandes, der jedoch schnell zerschlagen wurde. Im Oktober 1918 wurde er zum Regierungschef der provisorischen Arbeiter- und Bauernregierung der Ukraine ernannt, blieb jedoch nur wenige Monate auf diesem Posten, bevor er sich im Frühling 1919 vollständig auf seine Rolle als Leiter der Kommunisten konzentrierte.
In dieser Position wurde er zum aktiven Teilnehmer des Russischen Bürgerkrieges und nach dem Vormarsch der weißen Truppen von Denikin zum Mitglied des revolutionären Beirates der 13. Armee. Dann wurde er Kommissar einer Division und während des Sowjetisch-Polnischen Krieges 1920 Mitglied des militär-revolutionären Beirats der 16. und 6. sowjetischen Armee. Nach der Evakuierung letzter Truppen der Weißen Armee von der Krim war Pjatakow einer der Verantwortlichen für die brutalen Massenerschießungen zurückgebliebener zaristischer Offiziere.
Nach dem Ende des Bürgerkrieges wurde Pjatakow zu einem bedeutenden Wirtschaftsexperten. Von 1922 bis 1923 war er stellvertretender Vorsitzender des staatlichen Planungskomitees Gosplan, danach stellvertretender Vorsitzender des Obersten Rates für Volkswirtschaft, wo er für die Vergabe von Konzessionen zuständig war. Nach dem Tod von Lenin wurde Pjatakow Mitglied der Linken Opposition und ein Anhänger Leo Trotzkis. Pjatakow war gegen die Neue Ökonomische Politik, die seiner Meinung nach eine Abweichung von „revolutionärer Romantik“ war und „das Proletariat auf dem Weg der Erfüllung seiner historischen Mission“ bremste. Trotz dieser von ihm vehement vertretenen Positionen blieb er einer der wichtigsten Wirtschaftsfunktionäre des Landes.
Nach der Zerschlagung der linken Opposition und der Entmachtung Trotzkis wurde Pjatakow 1927 aus der Partei ausgeschlossen, aller seiner Posten enthoben und als Handelsvertreter der Sowjetunion nach Frankreich geschickt. Bereits ein Jahr später, nachdem er sich öffentlich  von Trotzki und dem Trotzkismus losgesagt hatte, wurde er zurückbeordert, wieder in die Partei aufgenommen und zuerst zum Stellvertreter und dann zum Vorsitzenden (vom April 1929 bis Oktober 1930) des Verwaltungsrates der Staatsbank der Sowjetunion ernannt. 1930–1931 war er Mitglied des Präsidiums und von 1931 bis 1932 Erster Stellvertretender Vorsitzender des Obersten Rates für Volkswirtschaft. Seit 1932 war er Stellvertreter und seit 1934 Erster Stellvertreter des Volkskommissars für die Schwerindustrie Grigori Ordschonikidse. Pjatakow war von 1923 bis 1927 und dann wieder von 1930 bis 1936 Mitglied des Zentralkomitees der VKP(b).
Er wurde am 13. September 1936 als Mitglied einer angeblich trotzkistischen Organisation verhaftet und im Schauprozess im Januar 1937 als Verräter zum Tode verurteilt. Am 1. Februar 1937 wurde er erschossen. Pjatakow wurde erst 1988 rehabilitiert, obwohl bereits Anfang der 1960er Jahre eine solche Möglichkeit erwogen worden war. 1922 hatte er selbst als Vorsitzender Richter die Schauprozesse eröffnet – gegen die „rechten Sozialrevolutionäre“.

## Werke
- Put' k sčast'ju. Moskau 1920 (deutsch: Der Weg zum Glück)
- K voprosu o kapitale gosudarstvennoj promyšlennosti. Moskau, 1925 (deutsch: Über die Fragen des Kapitals in der staatlichen Wirtschaft)